# 테팔

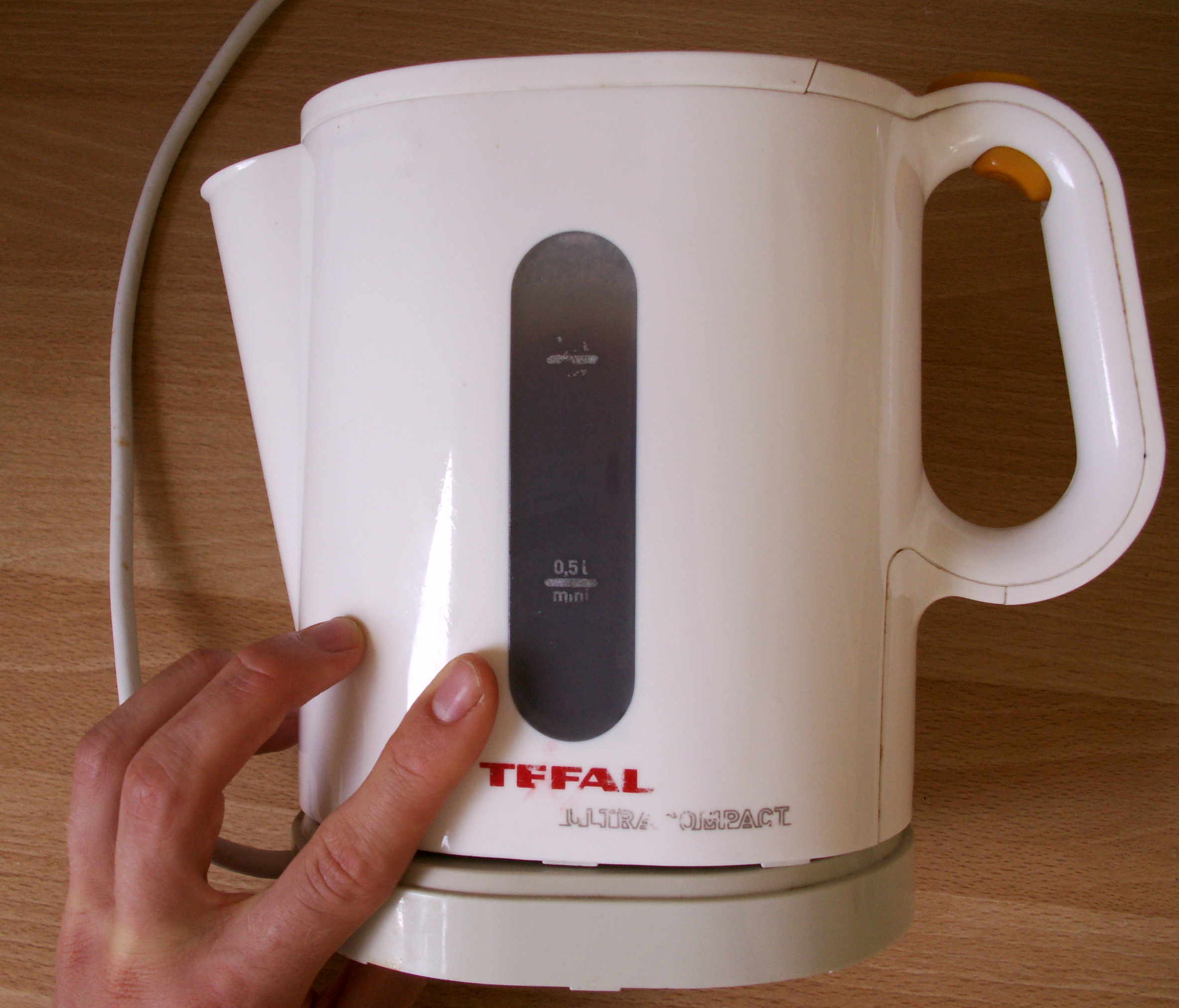
전기주전자

테팔(Tefal)은 프랑스 그룹 SEB의 조리 기구 및 주방 가전의 제조 회사이다. 테팔이라는 이름은 '테플론(Teflon)'과 '알루미늄(Aluminum)'을 조합한 것이다. 북미, 브라질, 일본에서는 T-Fal이라는 이름하에 팔리고 있다.
테팔은 눌어붙지 않는 코팅 프라이팬 제품을 생산하는 세계적인 기업으로 잘 알려져 있다.